# Amina Capezan
Amina Roxana Capezan (ur. 30 czerwca 2001) – rumuńska zapaśniczka walcząca w stylu wolnym. 
Siódma na mistrzostwach Europy w 2024. Wygrała igrzyska frankofońskie w 2023. Szósta na igrzyskach olimpijskich młodzieży w 2018. 
Pierwsza na ME U-23 w 2023 i druga w 2022. Trzecia na MŚ juniorów w 2021 i na ME w 2019 roku.